# 乾精菜
乾精菜（学名：Phlomis congesta）为唇形科糙苏属下的一个种。